# Salagena albicilia
Salagena albicilia is een vlinder van de familie van de Metarbelidae. De wetenschappelijke naam van de soort is voor het eerst gepubliceerd in 1920 door George Francis Hampson.
De soort komt voor in Malawi.